# Passage de Vénus

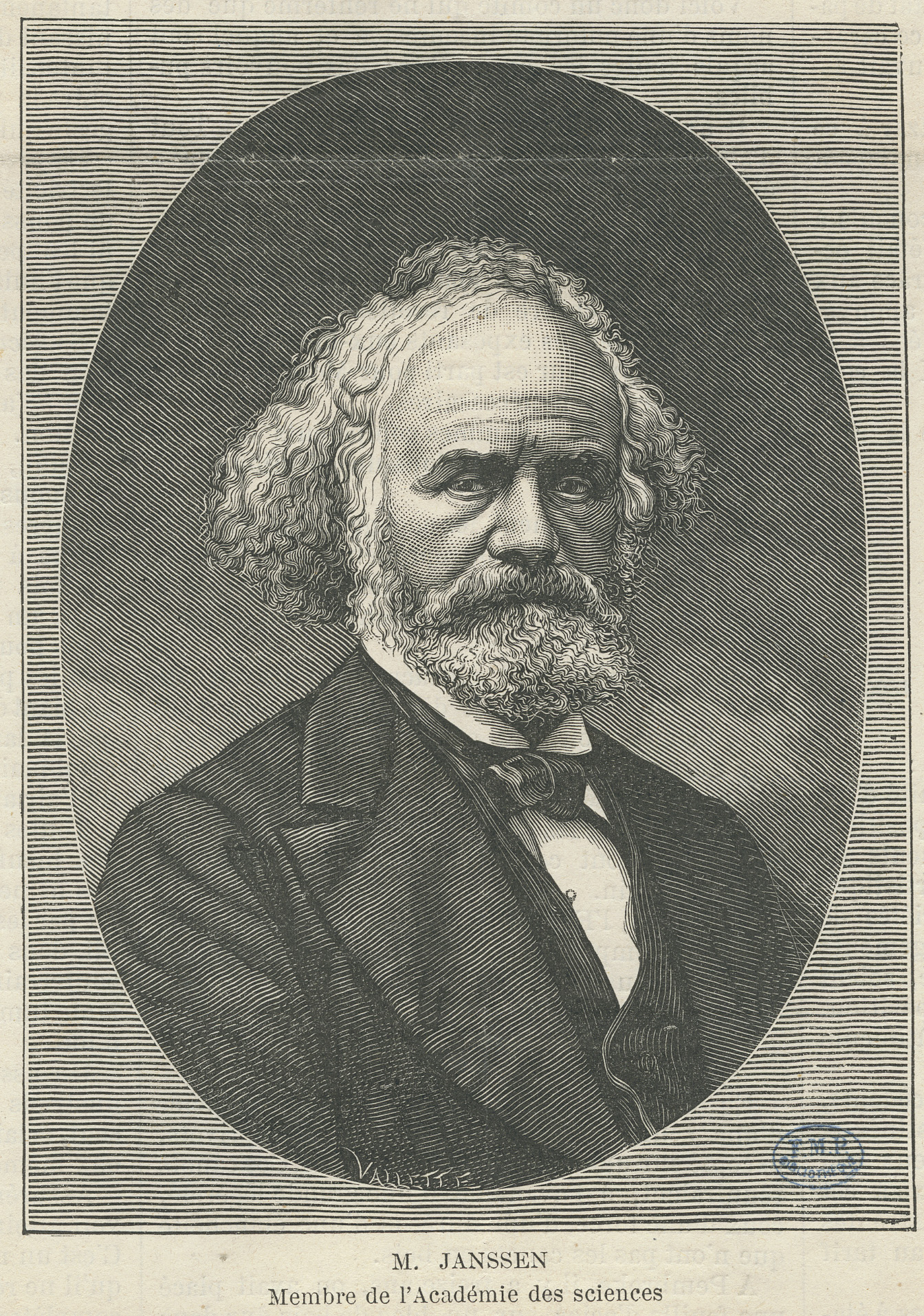
Janssen devient membre de l'Académie des sciences en 1873, un an avant son départ pour le Japon.

Le Passage de Vénus est une série de photographies du transit de la planète Vénus devant le Soleil en 1874.

## Historique
Cette série est capturée au Japon par l'astronome français Jules Janssen à l'aide de son « revolver photographique », considéré comme le premier exemple de chronophotographie,,,,.
Dans le domaine de l'astronomie, il s'agit de « la première fois que la photographie est officiellement convoquée au titre d'outil principal de l'observation, pour remédier aux défauts de la vision humaine ».
De plus, une étude de 2005 sur le matériel survivant a conclu que toutes les plaques existantes fabriquées avec le revolver photographique sont des plaques d'entraînement prises avec un modèle et qu'aucune des nombreuses plaques exposées avec succès pendant l'éclipse ne semble avoir survécu. Ainsi, la reproduction intitulée Passage de Vénus, trouvable sur Internet, n'est pas un original du transit observé par l'astronome mais une reproduction à partir des plaques d'entraînement.
Cette reproduction est néanmoins indiquée comme le plus ancien film existant sur IMDb et Letterboxd.

## Voir également
- Sallie Gardner at a Galop, série de photographies, 1878 ;
- Transit de Vénus en 1874.
- Le Passage de Vénus est une bande dessinée en deux tomes d'Autheman et Dethorey dans la collection Aire Libre